# Šabat ha-gadol
Šabat ha-gadol (hebrejsky: שבת הגדול), Velký šabat, je poslední šabat před svátkem Pesach. Jeho název „velký“ je odvozen z několika různých tradic.
- Tur a Šulchan Aruch uvádí, že se tím připomíná „velký“ zázrak, kterým Bůh ochránil Židy o tomto šabatu v příběhu vyjití z Egypta: Když Židé tento den dostali příkaz připravit si beránka pro pesachovou oběť, Egypťané na to nijak nezareagovali, přestože pro ně beran byl posvátným zvířetem.[1]
- Abudarham uvádí, že tento šabat Židé vykonali první micvu a stali se tak „velkými“ (= dospělými), tak jako se při bar micva 13letý chlapec stává „velkým“ tím, že začíná plnit micvy.
- Podle Maharšala je důvodem označení to, že v haftaře na tento Šabat, (Malachijáš 3, 4-24), se píše: Hle, Já pošlu proroka Elijáše dříve, než přijde velký a strašný den Hospodinův. Tato haftara byla vybrána právě kvůli svému mesianistickému zabarvení, neboť podle některých tezí má k vykoupení Izraele dojít ve stejném období, v jakém došlo k vykoupení z Egypta.[2]
- Rabi Ja'akov Ornštejn uvádí, že označení „velký“ má odlišit „opravdový“ šabat od následujícího svátku Pesach, který je v biblickém verši také označen jako „šabat“.
- Existují domněnky, podle kterých zde byla inspirace z křesťanského prostředí, a to z bílé soboty, poslední před Velikonocemi.[3]
- Některá rabínské zdroje označují poslední šabat předcházející ostatním poutním svátkům rovněž jako šabat ha-gadol; nemusí se tedy vztahovat nutně jen na šabat před Pesachem.
- V synagogách se o tomto šabatu konají přednášky „velkých“ rabínů týkající se odstraňování chamecu a košerování domácnosti. Označení „šabat ha-gadol“ by podle tohoto výkladu znamenalo „šabat velkého“ (= učence). (Tento výklad podporuje i skutečnost, že šabat je v hebrejštině femininum a zde má adjektivum v mužském rodě.)
- V aškenázských obcích je zvykem číst po modlitbě mincha větší pasáž z pesachové hagady, týkající se vyjití z Egypta.[4] Uvádí se, že tyto dodatky k obvyklým modlitbám způsobují, že lidem se šabat zdá dlouhý, „velký“.[5]
- Uvádí se, že ženy měly ve zvyku péct na tento šabat „velké“ bochníky chleba, aby spotřebovaly zbývající chámec.[zdroj?]